# Krystian Kamiński
Krystian Patryk Kamiński (ur. 9 lutego 1983 w Zielonej Górze) – polski polityk i przedsiębiorca, poseł na Sejm IX kadencji.

## Życiorys
Ukończył I Liceum Ogólnokształcące w Zielonej Górze. Absolwent kulturoznawstwa na Europejskim Uniwersytecie Viadrina we Frankfurcie nad Odrą. Na Uniwersytecie Zielonogórskim ukończył w 2008 studia podyplomowe z zakresu zarządzania ochroną informacji niejawnych. Deklaruje znajomość języków niemieckiego i angielskiego. Po studiach zajął się prowadzeniem własnej działalności gospodarczej w ramach przedsiębiorstwa logistyczno-transportowego, działającego przede wszystkim w Niemczech i Holandii. W latach 2017–2019 był prezesem zarządu rodzinnej spółki z o.o. JK.
Należał do Młodzieży Wszechpolskiej, w latach 2011–2015 zasiadał w radzie nadzorczej tej organizacji. Został następnie członkiem Ruchu Narodowego i pełnomocnikiem partii w województwie lubuskim. W lipcu 2015 został wojewódzkim przedstawicielem ruchu założonego przez Pawła Kukiza. W wyborach parlamentarnych w 2019 uzyskał mandat posła na Sejm IX kadencji. Kandydował z ramienia Konfederacji Wolność i Niepodległość w okręgu wyborczym nr 8 (Zielona Góra), otrzymując 14 251 głosów. Zasiadł w kole poselskim Konfederacji, Komisji Spraw Zagranicznych oraz Komisji Samorządu Terytorialnego i Polityki Regionalnej. W kwietniu 2022 wraz z dwoma innymi posłami Konfederacji zagłosował przeciwko poprawce Senatu wprowadzającej embargo na import LPG z Rosji w ramach sankcji, co pomogło klubowi Prawa i Sprawiedliwości w odrzuceniu tej poprawki. W wyborach parlamentarnych w 2023 nie uzyskał poselskiej reelekcji. W 2024 bez powodzenia startował do Europarlamentu X kadencji, będąc liderem listy Konfederacji w okręgu warszawskim.

## Wyniki wyborcze
| Wybory | Komitet wyborczy                | Komitet wyborczy                     | Organ            | Okręg          | Wynik          |
| ------ | ------------------------------- | ------------------------------------ | ---------------- | -------------- | -------------- |
| 2019   |                                 | Konfederacja Wolność i Niepodległość | Sejm IX kadencji | nr 8           | 14 251 (3,25%) |
| 2023   | Sejm X kadencji                 | Konfederacja Wolność i Niepodległość | 15 815 (3,06%)   | nr 8           |                |
| 2024   | Parlament Europejski X kadencji | Konfederacja Wolność i Niepodległość | nr 4             | 34 428 (2,64%) |                |